# Celastrina matanga
Celastrina matanga är en fjärilsart som beskrevs av Chapman 1911. Celastrina matanga ingår i släktet Celastrina och familjen juvelvingar. Inga underarter finns listade i Catalogue of Life.